# 约尔丹尼夫卡
49°40′37″N 23°2′12″E / 49.67694°N 23.03667°E
约爾丹尼夫卡（烏克蘭語：Йорданівка）是烏克蘭的村庄，位於該國西部利沃夫州，由亞沃里夫區舍希尼市镇負責管轄，始建於1940年，面積0.39平方公里，海拔高度254米，2022年人口150，人口密度每平方公里469.39人。
2024年9月19日，乌克兰最高拉达将此村的乌克兰语名字从改为。